# Хъбърд (окръг, Минесота)
Окръг Хъбърд (на английски: Hubbard County) е окръг в щата Минесота, Съединени американски щати. Площта му е 2587 km², а населението - 18 376 души (2000). Административен център е град Парк Рапидс.